# Helene-Weber-Brücke

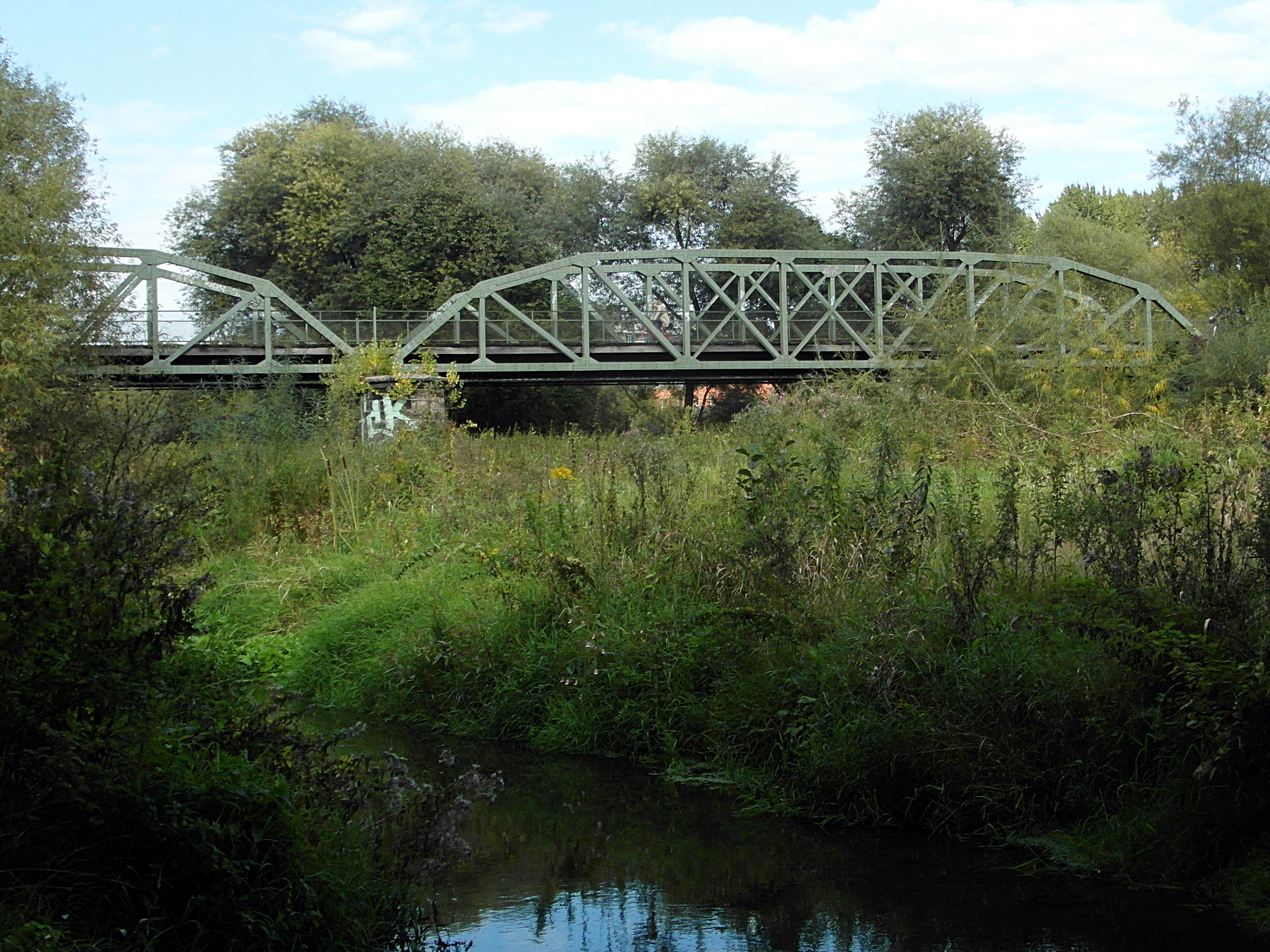
Die Helene-Weber-Brücke, im Vordergrund die Beeke.

Die Helene-Weber-Brücke ist eine denkmalgeschützte ehemalige Eisenbahnbrücke über die Ihme in Hannover in Niedersachsen, die heute als Fuß- und Radwegbrücke genutzt wird.

## Geschichte

### Eisenbahnbrücke

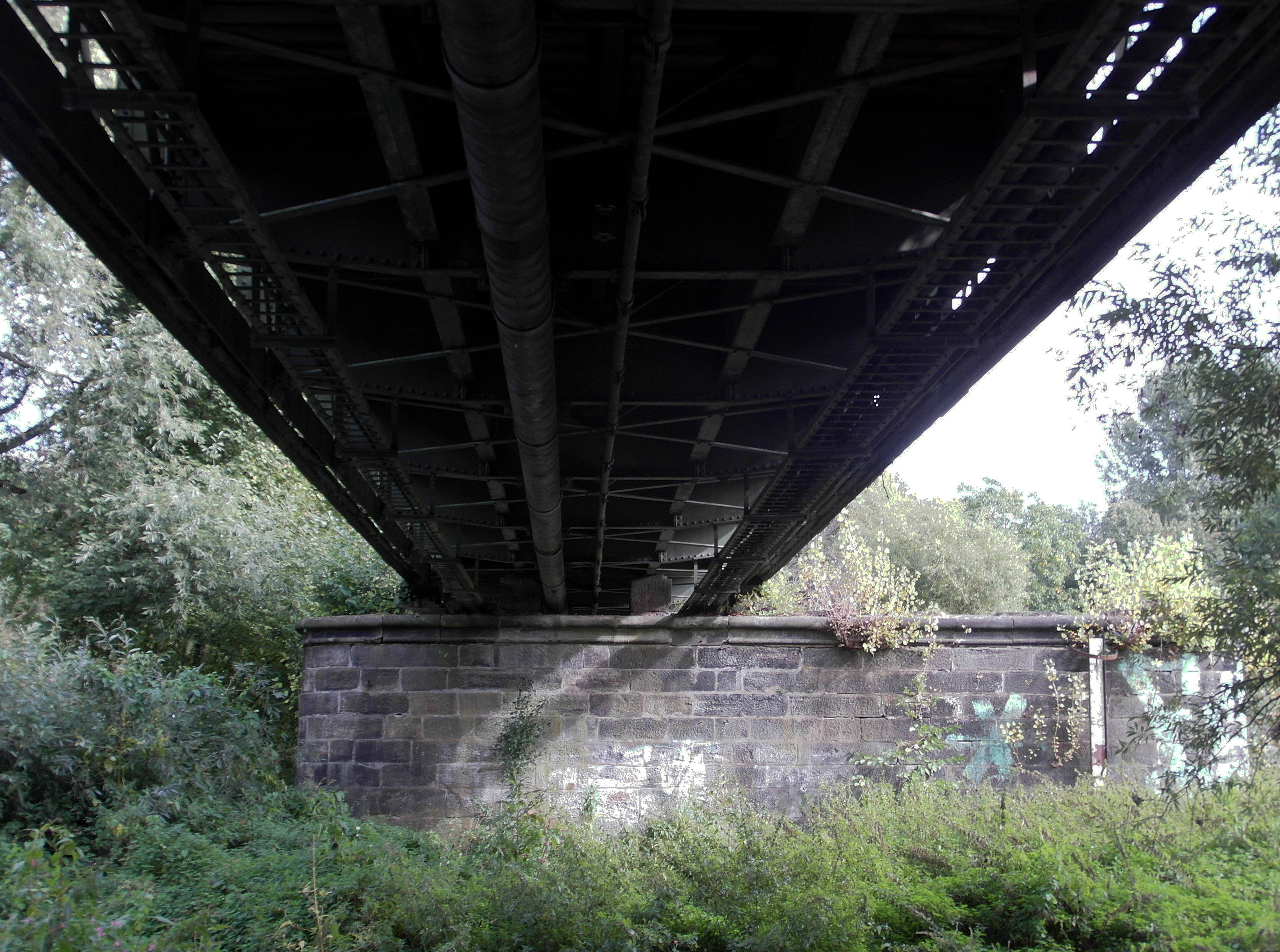
Die Brückenpfeiler waren für eine zweigleisige Strecke ausgelegt

Die zunächst eingleisig ausgebaute Bahnstrecke Hannover–Altenbeken der privaten Hannover-Altenbekener Eisenbahn (HAE) wurde im Jahr 1872 eröffnet.
Im Südwesten von Hannover querte die Strecke die Wasserläufe Leine und Beeke, den Unterlauf der Ihme, sowie das dazwischenliegende Überschwemmungsgebiet.
Die genieteten Stahlfachwerkbrücken wurden im Jahr 1869 gebaut, aber erst 1872 in Betrieb genommen.
Sie sind als Schwedlerträger in abgeknickter Trapezform konstruiert.
Die drei Träger von je 30,9 m Stützweite der Ihmebrücke ruhen auf breiten Sandsteinwiderlagern.

### Nachnutzung

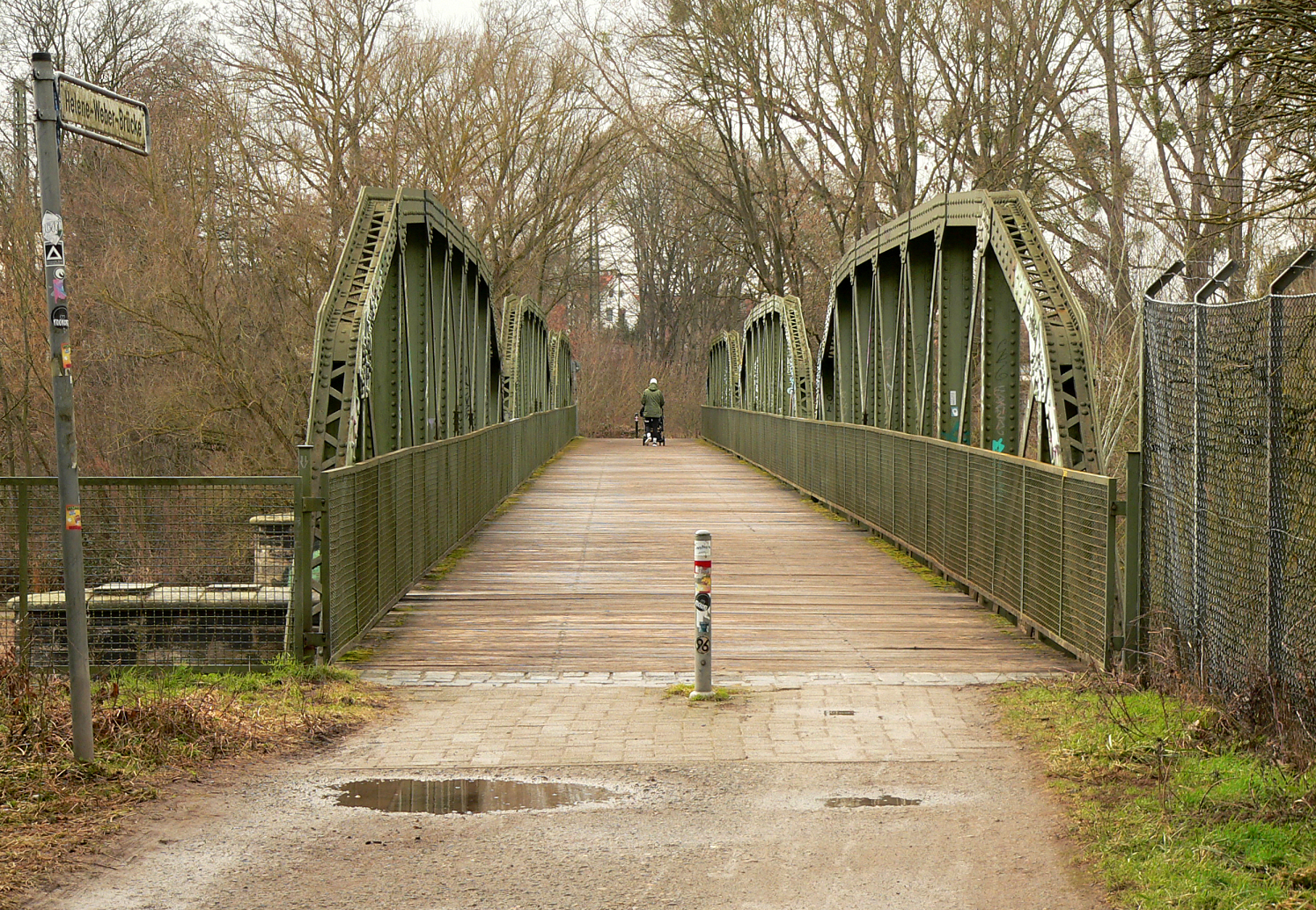
Der Rad- und Fußweg mit Holzbohlenbelag

Die Bahngesellschaft wurde 1880 von den Preußischen Staatseisenbahnen übernommen. Seit dem 26. Juni 1909 fuhren die Züge auf dem Streckenabschnitt zwischen Hannover und der Nachbarstadt Linden über die etwa hundert Meter weiter südlich gebaute Beekebrücke der mehrgleisigen Güterumgehungsbahn Hannover.
Die für den Eisenbahnverkehr nicht mehr benötigte Brücke und der östlich anschließende Ohedamm dienen als Rad- und Fußgängerverbindung zwischen dem hannoverschen Stadtteil Ricklingen und dem Maschsee.
Der Holzbohlenbelag der dreiteiligen Stahlfachwerkbrücken muss regelmäßig, etwa alle 15 bis 20 Jahre, ausgetauscht werden. Die ähnlich konstruierte, aber einteilige, über 36 m lange „Ohedammbrücke über die Leine“ war im Jahr 2014 nicht mehr verkehrssicher.
Die Trassenfortsetzung östlich der Leine wurde in den 1930er Jahren beim Bau des Maschsees beseitigt. Östlich des Sees erinnert der Straßenname Altenbekener Damm an den ursprünglichen Verlauf der Bahnstrecke Hannover–Altenbeken.

### Denkmalschutz
Die Helene-Weber-Brücke ist als Einzeldenkmal sowohl vom Typ „Eisenbahnbrücke“, als auch vom Typ „Grünanlage“ eingestuft. Sie bildet zudem gemeinsam mit dem Bahndamm und der Leinebrücke die Baudenkmalgruppe „Eisenbahnbrücken Ohedamm“.

### Benennung
Die stillgelegte Bahnstrecke wurde ab 1909 zu einer Straße umgebaut. 1912 erhielt sie offiziell den Namen Altenbekener Damm. Der durch den Bau des Maschsees abgetrennte westliche Teil heißt seit 1962 Ohedamm.
Die Brücke über die Ihme wurde im Jahr 1994 nach der 1962 verstorbenen CDU-Bundestagsabgeordneten Helene Weber benannt.